# Сарториус, Отто Хуго
Отто Хуго Сарториус (нем. Otto Hugo Sartorius; 22 апреля 1864, Вальпернхайн — 6 февраля 1947, Геттинген) — немецкий протестантский священник; генеалог, составивший полный список потомков Мартина Лютера.

## Биография
Отто Хуго Сарториус родился 22 апреля 1864 года в Вальпернхайне в семье землевладельца Карла Вильгельма Леберехта Сарториуса (Karl Wilhelm Leberecht Sartorius, 1833—1907). Отто Хуго изучал богословие и в 1892 году стал пастором в Бургхауне (в районе Фульда); в 1901 году он состоял пастором в Стербфрице (Шлюхтерн), а в 1909 — в районе Унтербармен города Бармен. В 1917 году он получил пост в Данкельшаузене в Нижней Саксонии; вышел на пенсию в 1934 году, но ещё четыре года служил пастором в Гарсте, около Геттингена — пока, наконец, в 1938 году не оставил пост окончательно. Скончался в Геттингене уже после окончания Второй мировой войны, 6 февраля 1947 года.
Среди предков самого Отто Хуго Сарториуса был Мартин Лютер и он посвятил себя, среди прочего, изучению биографий потомков Лютера: Сарториус являлся основателем и многолетним руководителем семейного союза «Lutheriden»; он составил полный список потомков инициатора Реформации, который и в XXI века используется исследователями.

## Работы
- Die Nachkommen D. Martin Luthers. Mit Anhang eines seiner Äste und Zweige (Schede) bis zur Gegenwart. Zum 400. Ehejubiläum des Reformators (13. Juni 1925), Dankelshausen im Selbstverlag des Verfassers 1925
- Die Nachkommenschaft D. Martin Luthers in vier Jahrhunderten. Nebst Anhang über Nachkommen seiner Seitenverwandten und vieler anderer Luther, Göttingen 1926
- Die Nachkommenschaft D. M. Luthers, Göttingen 1926 in Rolle
- D. M. Luthers Familie, Nachkommenschaft und Seitenverwandtschaft, in: Familienblatt der Lutheriden-Vereinigung 1929 Nr. 14 S. 97ff.
- D. Martin Luther, der Grafschaft Mansfeld größter Sohn, in: Ekkehard. Mitteilungsblatt deutscher Genealogischer Abende. 1931 S. 154—156
- Die Nachkommenschaft des Zacharias Quantz zu Oberscheden und die Blutsverwandtschaft seines Enkels, des Kgl. Preuß. Kammermusikus u. Flötenmeisters Johann Joachim Quantz — von Otto Sartorius, Pastor i. R. in Harste bei Göttingen, 5. September 1934, Druck von Wilhelm Klugkist, Hann. Münden
- D. M. Luthers Familie, Nachkommenschaft und Seitenverwandtschaft mit 32 Bildern, vor 1936
- Nachkommentafel der Luther=Hoffmann=Langbein=Linie, vor 1936
- Nachkommentafel der Luther=Hoffmann=Linie in Holland, vor 1936
- Sartorius Familien=Forschungen — Von Otto Sartorius Pastor i. R. in Harste bei Göttingen, Druck: Buchdruckerei der Hessischen Nachrichten, Halle (Saale) 1936
- Verzeichnis der lebenden Nachkommen D. M. Luthers, Ostheim v. d. Rhön 1936
- Geburtstags-Kalender der lebenden Nachkommen D. M. Luthers, Ostheim v. d. Rhön 1938
- Die Nachkommen des Försters Joh. Eberhard Hornickel in fast 3 Jahrhunderten — von Otto Sartorius, Pfarrer i. R. in Göttingen, Kassel 1939; Gedruckt von Buchdruckerei Reinhold Werner, Ostheim v. d. Rhön
- D. M. Luthers Familie, Nachkommenschaft und Seitenverwandtschaft mit 32 Bildern, Göttingen 1942